# Bill Deacon
Maxwell Arnold Deacon, detto Bill (Thunder Bay, 22 marzo 1910 – Port Arthur, 29 aprile 1970), è stato un hockeista su ghiaccio canadese.

## Palmarès

### Olimpiadi invernali
- Argento a Garmisch-Partenkirchen 1936 nell'hockey su ghiaccio.